# Route nationale 196
Cet article court présente un sujet plus développé dans : Route territoriale 40.
Pour les articles homonymes, voir Route 196.
La route nationale 196 ou RN 196 était une route nationale française reliant Ajaccio à Bonifacio. Elle a été classée par la loi du 25 mai 1836. En 2014, elle est devenue route territoriale 40.